# Doruma
Doruma è una città della zona nordorientale della Provincia dell'Haut-Uélé (già distretto della provincia Orientale) nella Repubblica Democratica del Congo. È molto vicina al confine con il Sudan.
Negli ultimi anni, gli abitanti di Dungu e Doruma sono spesso stati vittima dei raid dell'Esercito di Resistenza del Signore ugandese di Joseph Kony, che compie nella regione massacri di civili innocenti, stupri e rapimenti di bambini soldato.

## La crisi umanitaria del dicembre 2008
Da diversi anni, nella regione dell'Haut-Uélé nel Nord-Est della Repubblica Democratica del Congo, i gruppi di ribelli ugandesi del Lord Resistance Army attaccano e saccheggiano i villaggi. Nel dicembre 2008, un attacco congiunto degli eserciti di Uganda e Congo ha costretto il LRA a disperdersi e a continuare saccheggi e massacri in piccoli gruppi. Ciò ha seminato il panico nella popolazione della regione, che si è rifugiata nelle campagne e nelle città più a sud, come Dungu e Doruma.
A partire dal dicembre 2008, il LRA ha iniziato ad attaccare i villaggi limitrofi a Doruma.
La strategia del LRA prevedeva precedentemente di saccheggiare i villaggi, incendiare chiese ed ospedali e rapire i ragazzi tra 11 e 17 per trasformarli in bambini-soldato pronti a massacrare la popolazione. Ma attorno a Doruma, il LRA ha puntato come obiettivo al puro massacro della popolazione, di qualsiasi età. In totale, si contano 300 morti a partire dal 24 dicembre 2008, di cui 189 vittime e 111 dispersi, oltre a diversi bambini torturati. Per impedire la fuga delle popolazioni, il LRA ha incendiato la campagna e i campi coltivati.
In questo contesto, la cittadina di Doruma, con 6.000 abitanti, ha visto in meno di un mese l'arrivo di più di 17.000 rifugiati dalle località circostanti. Ogni giorno, nuovi sfollati arrivavano senza portar con sé alcun bene personale, e ritrovandosi sprovvisti di qualsiasi possibilità minima di sopravvivenza. La città non può prendersi carico di tante persone senza una forte ripercussione a livello sanitario, alimentare, medico, educativo.
Al momento, Doruma è la sola città protetta della regione. L'esercito congolese protegge l'interno della città, l'esercito ugandese la periferia. Fino a che l'esercito non allargherà il perimetro di sicurezza della città, non sarà possibile alla popolazione raccogliere la legna nel bosco.